# Chiesa di San Niccolò Oltrarno

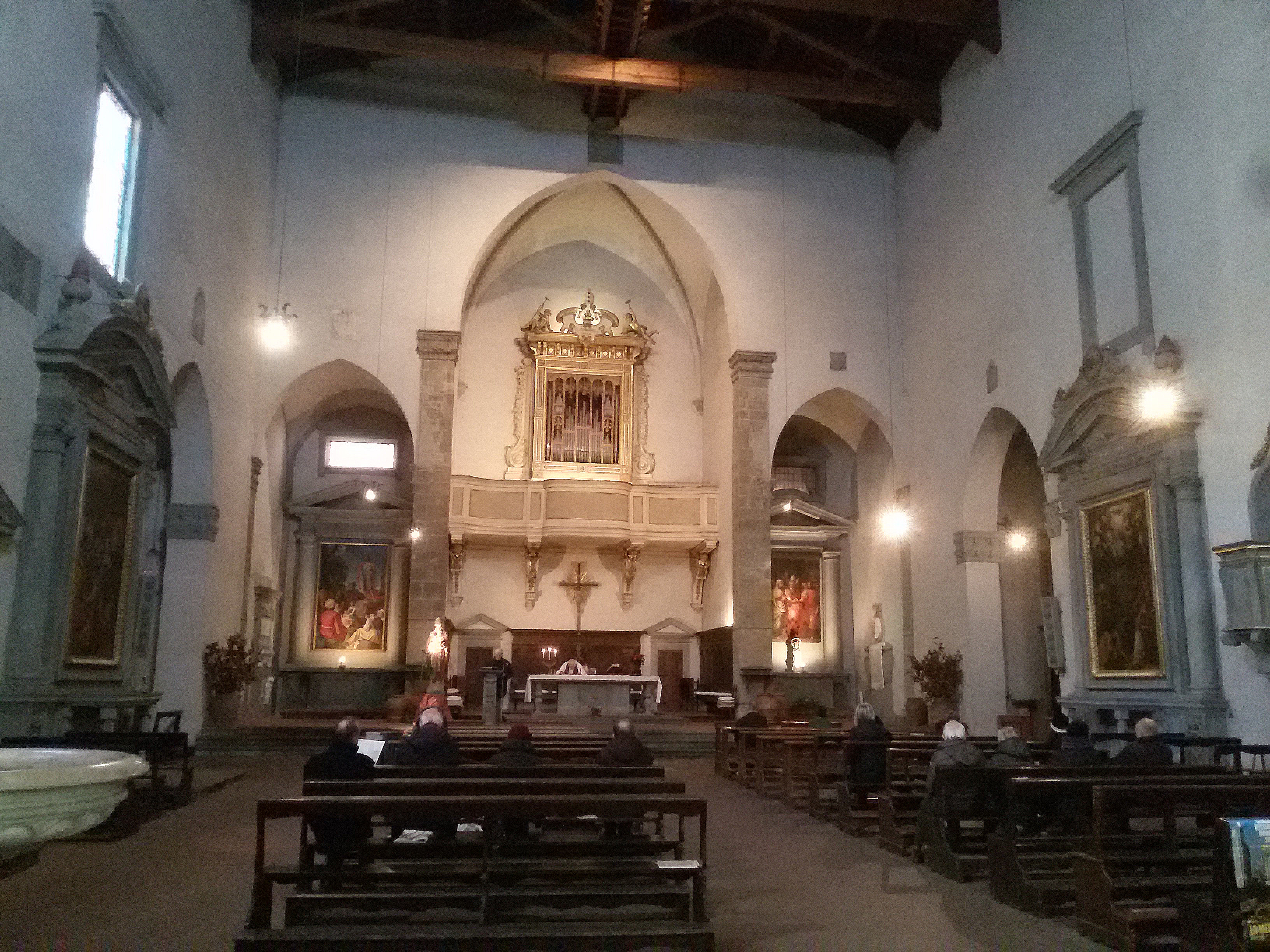
Interno

La chiesa di San Niccolò Oltrarno è un luogo di culto cattolico che si trova al centro del quartiere di San Niccolò in Oltrarno a Firenze.

## Storia

### Origini
La chiesa, menzionata per la prima volta in un documento del 1164, sorse nel XII secolo a servizio degli artigiani del borgo lungo l'Arno ancora fuori dalle mura, alle dipendenze del monastero di San Miniato al Monte. Di quel primo periodo resta solo la cripta, a cui si accede da un ambiente attiguo: la sua conformazione e posizione fa capire come la prima chiesa avesse un andamento est-ovest, aderente all'andamento della strada.
Nel Trecento la chiesa viene inglobata nelle mura cittadine insieme al borgo, ma nel 1374 gli olivetani, insediatisi a San Miniato, rinunciarono al patronato su di essa, che passò alle monache di Monticelli dipendenti dal sovrastante Monastero di Monteoliveto. La chiesa si degradò comunque sempre di più tanto che alla fine del secolo risultava in rovina.

### Ricostruzione nel XV secolo
Alla disastrosa situazione in cui si era ridotta la chiesa, reagirono alcune famiglie abbienti della zona, particolarmente i Quaratesi, nella figura di Bernardo: dopo il 1401 sovvenzionarono dei lavori per una completa ricostruzione della chiesa, forse su progetto di Francesco della Luna, con nuovo asse nord-sud, e già nel 1418 i Quaratesi ottennero il patronato su una cappella nel transetto. Completata nel 1421, si trattava di una chiesa ancora sostanzialmente tardogotica, con una pianta a tau, dotata di una cappella maggiore e due cappelle laterali per lato. La chiesa ebbe un tramezzo, o divisione mediana della navata, al quale erano addossati almeno due altari, e venne interamente affrescata.
Nel 1421, appena completata la chiesa, Bernardo Quaratesi, riconosciuto come il benefattore, il mecenate e il fondatore della nuova chiesa, ottenne per questi suoi meriti il patronato della cappella maggiore nella quale, secondo un codicillo del 1422, voleva essere sepolto ai piedi di un altare che avrebbe dovuto dotarsi di una nuova pala da realizzarsi entro tre anni dalla sua morte. Nel 1423 Bernardo morì e le sue volontà vennero eseguite dal nipote, Francesco di Andrea di Castello che presumibilmente fu anche il committente del cosiddetto Polittico Quaratesi di Gentile da Fabriano, completato nel 1425, smembrato all'inizio dell'Ottocento ed oggi diviso tra gli Uffizi e vari altri musei.
Tra il 1425 ed il 1430 Masolino da Panicale dipinse una tavola con l'Annunciazione forse per la cappella Guardini, nel braccio sinistro di chiesa, oggi alla National Gallery of Art di Washington. Nello stesso periodo Bicci di Lorenzo realizzò un trittico per l'altare dei Pieri presso il tramezzo a destra.
Più tardi, nel 1463, Neri di Bicci dipinse una Trinità per un altare di chiesa, mentre attorno al 1465 venne ristrutturata in forme rinascimentali la cappella a destra della chiesa da Francesco di Andrea Quaratesi, nipote ed erede di Bernardo.

### Riordino interno
Al tempo dell'assedio di Firenze (1529-1530) in questa chiesa si ebbe il solenne giuramento di fedeltà dei comandanti repullichini, tra cui Malatesta Baglioni, Stefano Colonna, Giovanni di Torino, Amico da Venafro, Pasquino Corso e Battista da Messina.
Dopo la disastrosa alluvione del 1557 (di cui resta una lapide in facciata a testimonianza dell'alto livello raggiunto dalle acque), al tempo del rettore Leonardo Tanci da Montelupo, che aveva fatto pressioni per un restauro dell'edificio, i Quaratesi e l'Arte di Calimala finanziano un restauro e riordinamento interno della chiesa secondo i dettami della controriforma: nel 1561 viene ristrutturata la cappella maggiore e vi è inserito il nuovo tabernacolo disegnato da Giorgio Vasari. Le opere nuove, grazie alla vicinanza del Tanci al granduca Cosimo, andarono negli anni seguenti a decorare anche gli altari laterali nella navata, dove venne demolito il tramezzo, secondo le disposizioni del Concilio di Trento, lasciando spazio all'erezione di nuovi altari lungo le pareti di patronato di varie famiglie, progettati dal Vasari o da Giovan Antonio Dosio. Le finestre quattrocentesche vennero tamponate e ne furono aperte di nuove, architravate, in posizione differente da quelle precedenti.
I lavori perdurano fino al 1579-1580: si definì un nuovo arredo pittorico, con le pale di Alessandro Allori, del Poppi, di Jacopo Coppi, di Alessandro Del Barbiere e del Naldini; si realizzò un nuovo pulpito e un nuovo organo, quest'ultimo opera di Dionigi di Agostino Romani del 1581, posto con la sua cantoria lungo la parete longitudinale sinistra (ancora è presente in loco la balaustra in pietra tripartita della cantoria). Dal 1572 è documentata l'oramai avvenuta creazione della nuova sagrestia nella precedente cappella dei Quaratesi posta ad oriente. La chiesa è riconsacrata nel 1585.

### Epoca recente
L'alluvione del 1966, che fa arrivare l'acqua dell'Arno all’altezza di oltre quattro metri (come ricorda la lapide oggi in facciata), fece della chiesa la più gravemente danneggiata di tutta Firenze. Il parroco di allora, don Giampietro Gamucci, che ha retto la chiesa per quasi sessant'anni fino al 2023, si adoperò negli anni seguenti per il restauro completo dell'edificio, con una nuova pavimentazione e un riordino generale degli altari e delle opere d'arte. I lavori permisero di rinvenire alcuni frammenti dell'originaria decorazione quattrocentesca, tra cui alcuni affreschi. I lavori culminarono nel 2008, con l'allestimento della sagrestia a piccolo museo, contenente varie opere d'arte salvate o donate da privati come compensazione per le perdite subite.

## Descrizione

### Esterno
L'esterno si presenta semplicemente intonacato, come la facciata a capanna, con portone centrale frontonato cinquecentesco in arenaria ed uno laterale sulla sinistra, architravato, ed in alto un grande oculo.

### Interno

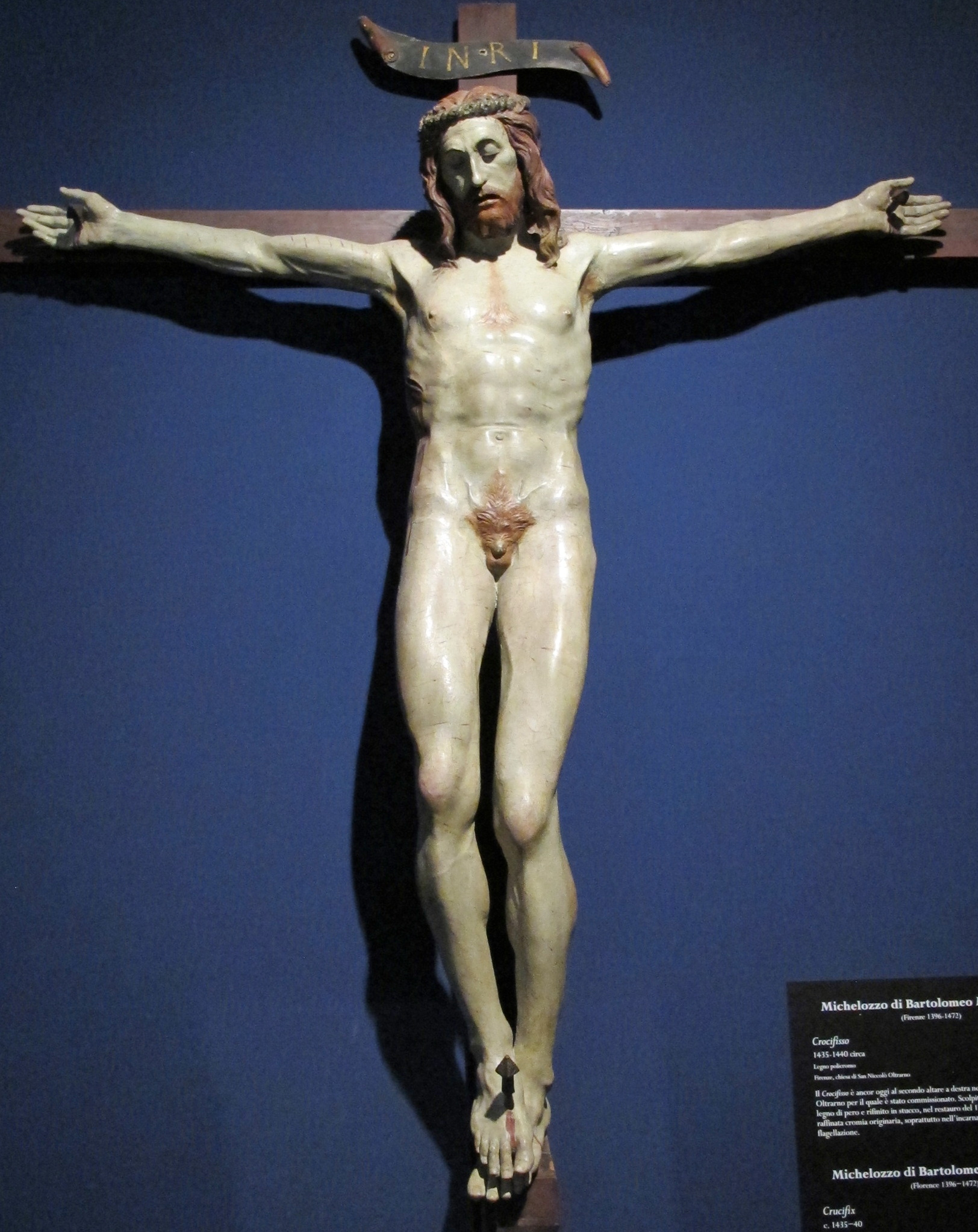
Michelozzo, Crocifisso

L'interno è a navata unica coperta da capriate lignee a vista e reca alle pareti tre altari cinquecenteschi per lato.

#### Lato destro
Al primo altare in controfacciata, una pala di Alessandro Allori (Sacrificio di Isacco, 1583), vicina a un affresco con Sant'Antonio abate, attribuito al Maestro di Signa. Al primo destro una pala di Giovanni Battista Naldini, la Presentazione di Gesù al tempio (1585). Al secondo altare destro è il Crocifisso ligneo policromato universalmente attribuito a Michelozzo e datato al 1435 circa, scolpito in un unico pezzo di legno di pero. Alla base di esso era presente un reliquiario contenente le ossa del beato Manno, monaco irlandese, dell'Ordine di Santa Brigida di Svezia. Con molta probabilità il reliquiario è un dono lasciato dalla famiglia Nasi che l'aveva ricevuto dai religiosi del Convento di Brigida al Paradiso nel 1529, quando furono ospitati nel loro palazzo in cerca di rifugio durante l'assedio di Firenze. Al terzo altare si trova la Pentecoste, di Jacopo Coppi (1572-1573).
La cappella destra del transetto (Uguccioni) ospita tra l'altro un affresco staccato di Sant'Ansano, attribuito a Francesco d'Antonio, databile al 1425-1430 circa. L'affresco, occultato per secoli sotto la tavola con Dio Padre e santi di Jacopo da Empoli (solo il viso del santo era visibile da un'apertura ovale e era stato scambiato per un volto della Madonna), fu liberato da essa alla fine dell'Ottocento e staccato nel 1965, cosa che lo salvò dall'alluvione, ma ne impoverì comunque la superficie pittorica.

#### Presbiterio
Nella cappella a destra della maggiore è lo Sposalizio della Vergine di Francesco Morandini, detto il Poppi, commissionato da Andrea Banchi e collocato nel 1579, restaurato nel 1981 dopo i danni dell'alluvione. Il dipinto, di monumentale semplicità, visibile anche nelle proporzioni classicamente ampie delle figure, presenta un grande rigore simmetrico della composizione, impostata sulla verticale centrale incarnata dal sommo sacerdote.
Sulla cantoria a ridosso della parete di fondo dell'abside si trova l'organo a canne, costruito nel 1581 da Dionigi Romani, restaurato nel 1683 da Francesco Cappelletti e modificato ed ampliato nel 1769 da Antonio Tronci che rifece la cassa e il somiere. A trasmissione integralmente meccanica, dispone di 17 registri. La cassa, riccamente decorata con intagli dorati, presenta sulla parete anteriore la mostra articolata in più campi, originale, composta da canne di principale; nella parte inferiore del prospetto si apre la consolle a finestra (con unica tastiera e pedaliera), alla cui destra si trova la registriera, con le manette disposte in due file orizzontali.
Nella cappella a sinistra della maggiore si vede la tavola con la Predica del Battista di Jacopo Chimenti, detto l'Empoli, del 1608.

#### Lato sinistro
Nella cappella del Sacramento nel transetto sinistro (Quaratesi) si trovano alcuni dipinti già sugli altari e le lastre tomabli con stemmi provenienti dal pavimento, qui raccolte dopo l'alluvione.
Il terzo altare sinistro è quello fatto costruire dalla famiglia Nasi, il cui stemma si trova alla base delle colonne. Su di esso, il dipinto del Poppi del 1584 circa, rappresenta Gesù che resuscita il figlio della vedova di Naim, una scena gremita di figure gesticolanti in cui riecheggiano elementi bronzineschi, vasariani e naldiniani. La tavola, danneggiata gravemente durante l'alluvione del 1966, fu ricollocata a metà degli anni ottanta.
Al secondo altare sinistro (Parenti) si trova la tavola di Santa Caterina d'Alessandria e il miracolo della ruota di Alessandro Allori (1587); nel primo a sinistra, della famiglia Paolini, una tela forata dell'Empoli, Dio Padre con santi e angeli (1600-10), che incorniciava il già citato affresco di San'Ansano scambiato per una testa della Vergine; nella controfacciata a sinistra (Marzi Medici) il Miracolo di san Niccolò che resuscita un fanciullo di Francesco Curradi (1625-1630 circa), sotto il quale si trova l'affresco di San Giacomo e un suo miracolo post mortem, attribuito al Maestro di Signa.

#### Sagrestia e annessi
La sacrestia è un pregevole ambiente quattrocentesco che corrispondeva a una cappella della famiglia Quaratesi, con accesso odierno dalla cappella Uguccioni: vi si trova una monumentale edicola in pietra attribuita a Michelozzo nella quale è l'affresco con la Madonna della Cintola, di controversa attribuzione, ma assai probabilmente da riferire ad Alesso Baldovinetti. Vi è conservato oggi anche il Polittico dell'Intercessione di Gentile da Fabriano, non documentato in essa in tempi anteriori all'Ottocento. Potrebbe essere stato eseguito per la cappella dei Banchi, ma recenti ipotesi propongono che in realtà fosse stato realizzato per altro luogo, San Salvatore al Monte, e qui giunto solo nell'Ottocento. L'ambiente custodisce anche una tavola con la Madonna dell’umiltà incoronata da due angeli, dipinta da Giovanni dal Ponte nel 1405-10 circa. Insieme ad esse sono anche due tavole del Poppi, un paliotto ricamato in seta della metà del Seicento e una pala attribuita a Jacopo Chimenti, detto l'Empoli, con la Madonna col Bambino e i santi Sebastiano, Margherita, Nicola di Bari e Raffaele con Tobiolo, del 1603 circa, proveniente dalla chiesa di Santa Margherita a Mangona, nel comune di Barberino di Mugello.
Nel periodo dell'assedio del 1529 Michelangelo si tenne nascosto per alcuni giorni in un angusto locale alla base della torre campanaria grazie alla complicità di un aiuto campanaro del quale non si conosce il nome, in seguito della presa di Firenze da parte dei Medici, contro i quali si era apertamente schierato contro, difendendo la Repubblica Fiorentina. Michelangelo si era infatti notevolmente compromesso contro quelli che erano stati suoi importanti committenti, diventando responsabile dell'edificazione delle mura difensive per conto dei repubblicani, ma grazie alla sua fama di artista poté in seguito tornare sotto l'ala protettiva dei regnanti senza rappresaglie. Un'altra notizia interessante riguarda la cappella Gianni nella quale è conservato il cenotafio di Astorre Gianni, la cui famiglia fu la prima proprietaria del vicino palazzo Gianni-Lucchesini-Vegni.

## Confraternite
Nella chiesa e nei suoi annessi (specialmente nell'adiacente oratorio, oggi sconsacrato e usato come fondo commerciale), si riunirono varie Compagnie, tra le quali:
- Compagnia dell'Assunta di San Niccolò oltr'Arno.
- Compagnia di San Francesco Poverino

## Opere già in San Niccolò
- Gentile da Fabriano, Polittico Quaratesi, oggi in vari musei
- Masolino, Annunciazione, oggi nella National Gallery di Washington

## Galleria d'immagini

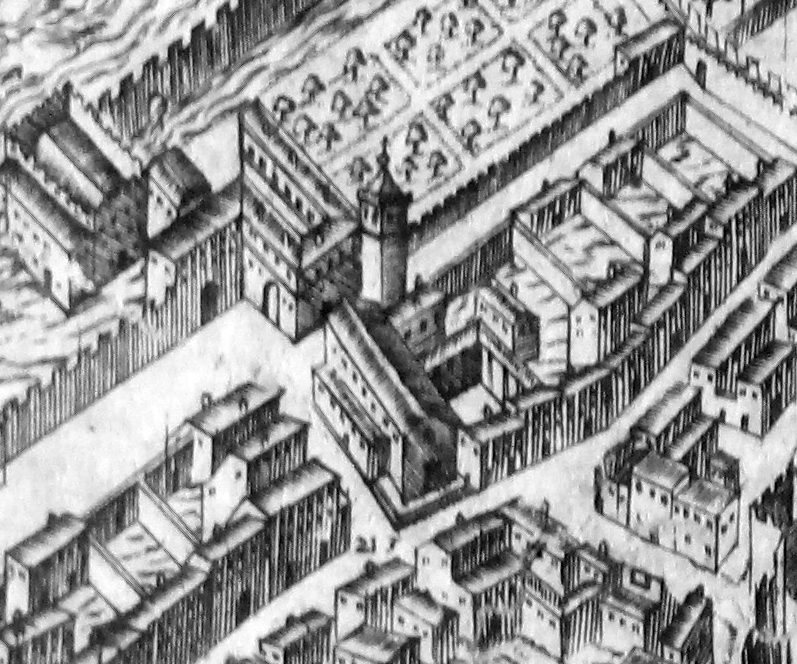
La chiesa nella Pianta del Buonsignori
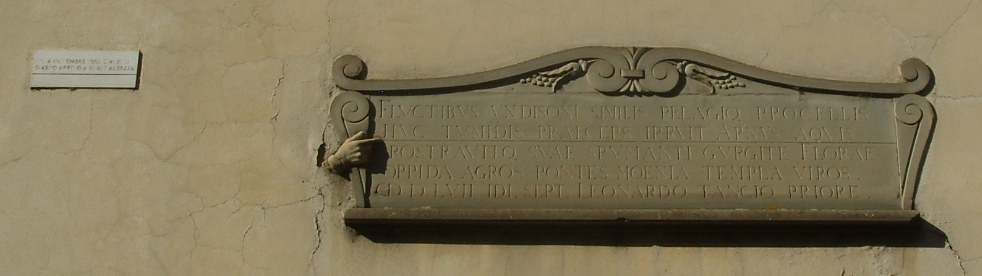
Targa sulla facciata che ricorda i livelli dell'acqua nell'alluvione del 1557 e del 1966
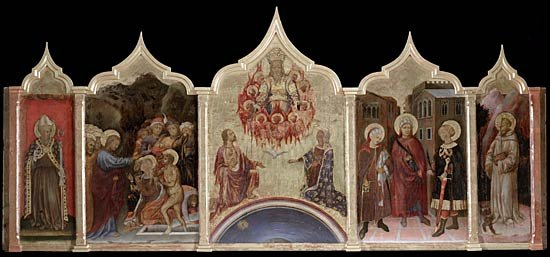
Gentile da Fabriano, Polittico dell'Intercessione
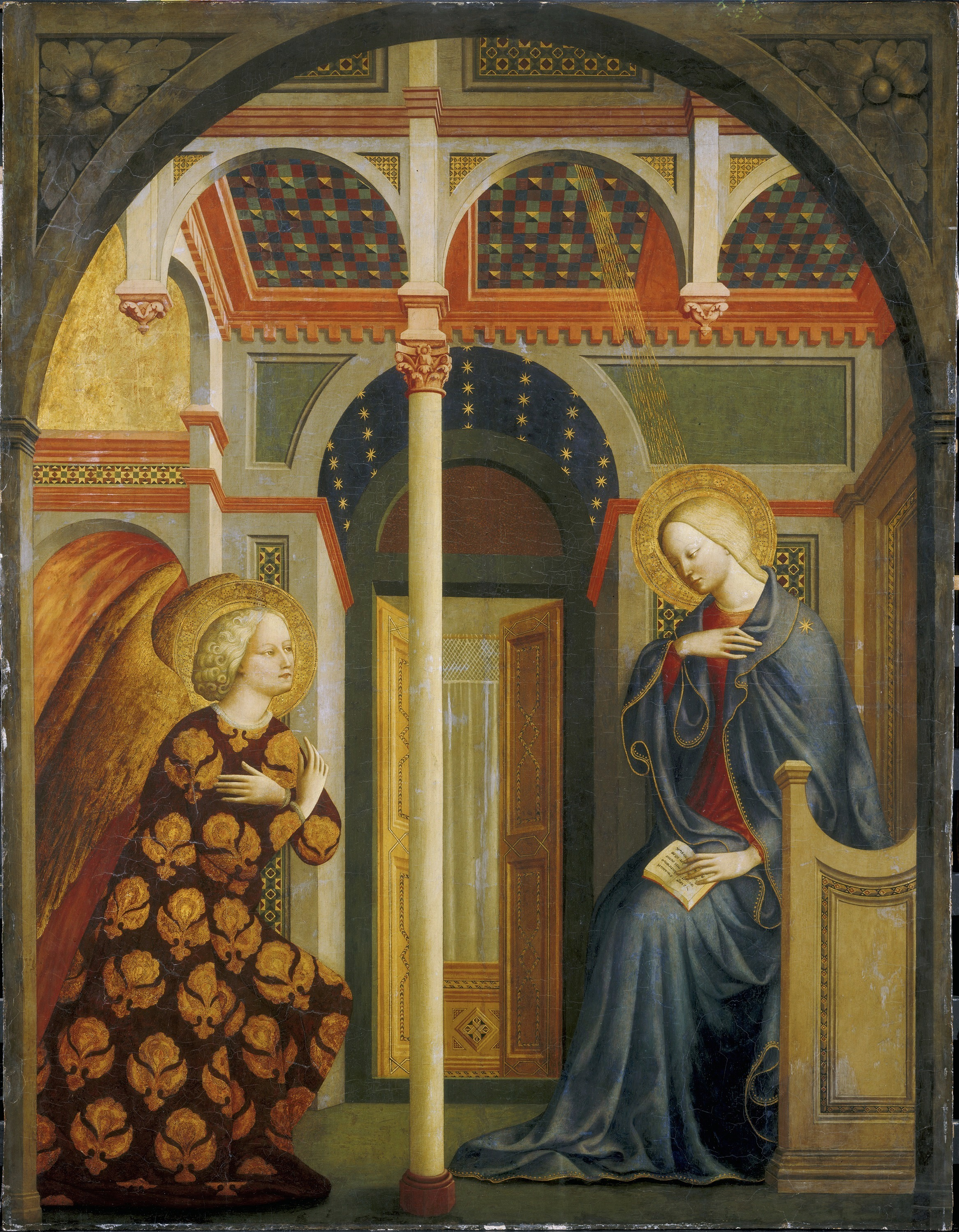
Masolino, Annunciazione